# Deutsche Post
Deutsche Post, fazendo negócios como Grupo DHL, é uma empresa alemã de serviços postais e de entregas expresso, sendo a maior do sector em todo o mundo. A Deutsche Post apareceu em 1995 como resultado da privatização da empresa de correios alemã Deutsche Bundespost.  
A divisão postal, Deutsche Post, entrega 61 milhões de cartas por dia na Alemanha, o que a torna a maior empresa do gênero na Europa. A divisão de encomendas da DHL é uma subsidiária integral que afirma estar presente em mais de 220 países e territórios. Atualmente, executa serviços bancários através do Deutsche Postbank. 

Também integra a Bolsa de Valores de Frankfurt e o índice bolsista Euro Stoxx 50.